# Copa dos Campeões de Voleibol Masculino de 2005
A Copa dos Campeões de Voleibol Masculino de 2005 foi a quarta edição deste evento, sob a chancela da Federação Internacional de Voleibol (FIVB). Foi sediada nas cidades japonesas de Nagano e Tóquio, entre os dias 22 e 27 de novembro.
O Brasil conquistou o seu segundo título, após ter vencido todas as partidas da competição. O oposto brasileiro André Nascimento foi eleito o melhor jogador da competição.

## Classificação
Seis foram as equipes participantes desta competição.
- País sede:
  - 
Japão
- Quatro países vindos dos continentes que alcançaram as posições mais altas nos Jogos Olímpicos de 2004:
  - 
Brasil
  - 
Itália
  - 
Estados Unidos
  - 
Egito
- País convidado pela FIVB, NTV e JVA:
  - 
China

## Sistema de competição
A Copa dos Campeões masculina foi disputada no sistema de pontos corridos. Cada time jogou uma vez contra cada um dos cinco times restantes. A equipe com a maior pontuação, ao final das cinco rodadas, foi declarada campeã.

## Round Robin
| Rk | Time           | Pontos | Vitórias | Derrotas | PW  | PL  | Ratio | Sets vencidos | Sets perdidos | Ratio |
| -- | -------------- | ------ | -------- | -------- | --- | --- | ----- | ------------- | ------------- | ----- |
| 1  | Brasil         | 10     | 5        | 0        | 505 | 443 | 1.140 | 15            | 6             | 2.500 |
| 2  | Estados Unidos | 9      | 4        | 1        | 414 | 356 | 1.163 | 13            | 4             | 3.250 |
| 3  | Itália         | 8      | 3        | 2        | 399 | 358 | 1.115 | 11            | 6             | 1.833 |
| 4  | Japão          | 7      | 2        | 3        | 463 | 469 | 0.987 | 8             | 13            | 0.615 |
| 5  | Egito          | 6      | 1        | 4        | 368 | 433 | 0.850 | 5             | 14            | 0.357 |
| 6  | China          | 5      | 0        | 5        | 405 | 495 | 0.818 | 6             | 15            | 0.400 |

- 22 de novembro de 2005

| Estados Unidos | 1 – 3 | Brasil | 27-25, 22-25, 19-25, 24-26       |
| Itália         | 3 – 0 | China  | 25-15, 25-15, 25-17              |
| Egito          | 2 – 3 | Japão  | 16-25, 25-23, 25-14, 23-25, 5-15 |

- 23 de novembro de 2005

| China  | 2 – 3 | Brasil         | 25-23, 28-26, 11-25, 18-25, 10-15 |
| Itália | 3 – 0 | Egito          | 25-20, 25-18, 25-19               |
| Japão  | 1 – 3 | Estados Unidos | 22-25, 25-22, 21-25, 23-25        |

- 25 de novembro de 2005

| Egito          | 3 – 2 | China  | 25-23, 21-25, 21-25, 25-21, 15-12 |
| Estados Unidos | 3 – 0 | Itália | 25-23, 25-20, 25-18               |
| Brasil         | 3 – 1 | Japão  | 25-21, 25-20, 23-25, 25-18        |

- 26 de novembro de 2005

| Egito  | 0 – 3 | Estados Unidos | 12-25, 21-25, 15-25               |
| Itália | 2 – 3 | Brasil         | 30-32, 20-25, 25-23, 25-22, 13-15 |
| China  | 2 – 3 | Japão          | 14-25, 26-24, 20-25, 37-35, 8-15  |

- 27 de novembro de 2005

| Estados Unidos | 3 – 0 | China  | 25-16, 25-21, 25-18 |
| Brasil         | 3 – 0 | Egito  | 25-21, 25-20, 25-21 |
| Japão          | 0 – 3 | Itália | 20-25, 22-25, 20-25 |